# Vlastimil Koubek
Vlastimil Koubek, né le 17 mars 1927 à Brno et mort le 15 février 2003 dans le comté d'Arlington, est un architecte américain d'origine tchèque.

## Biographie
De style moderniste, il a principalement travaillé dans la région de Washington.
Parmi ses œuvres se trouve L'Enfant Plaza Hotel, le Legg Mason Building et l'annexe de l'Hôtel Willard.

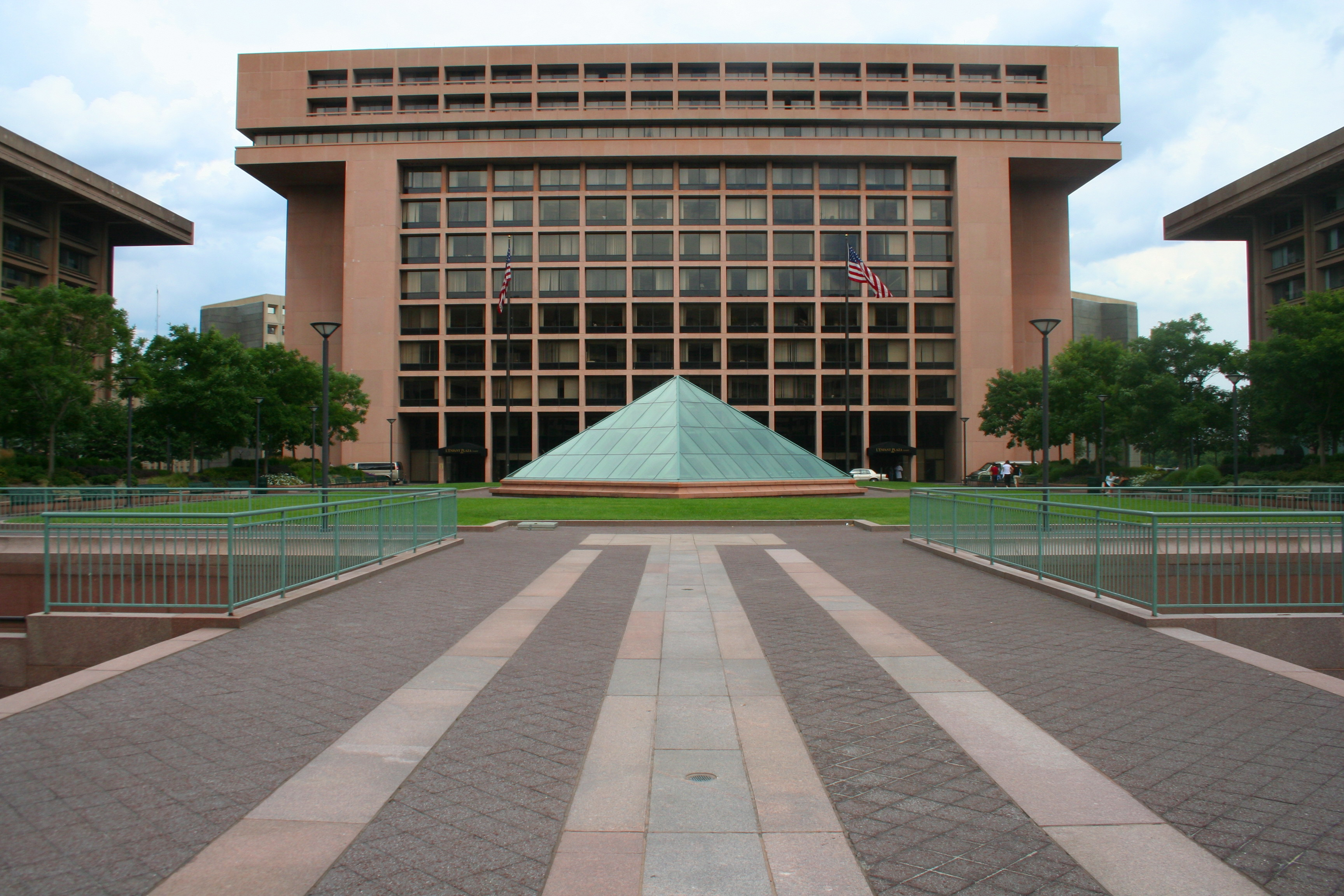
L'Enfant Plaza Hotel.